# Potentilla nepalensis

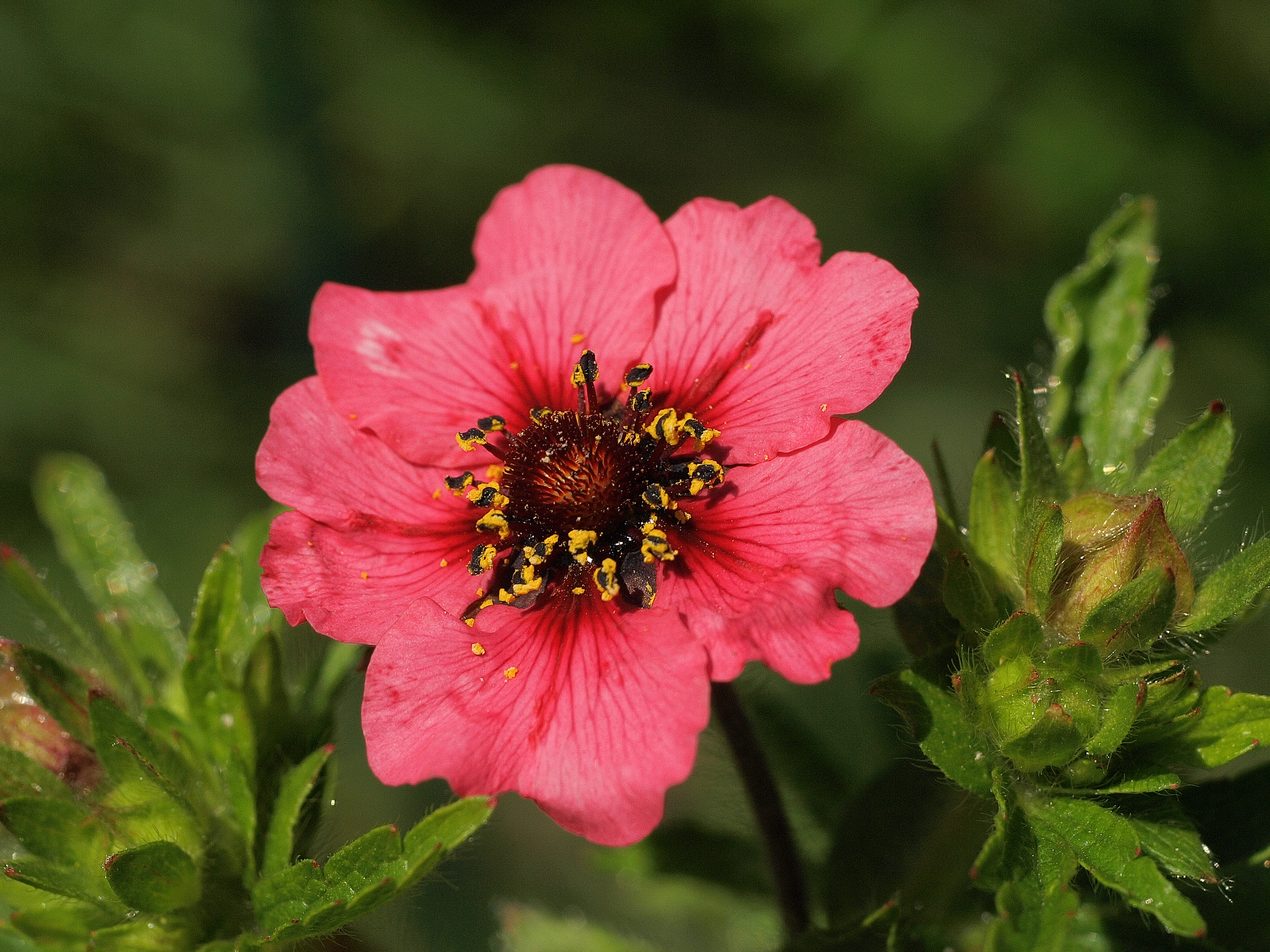
Detalle de la flor

Potentilla nepalensis es una planta herbácea perenne perteneciente a la familia Rosaceae. Es originaria de Nepal.

## Descripción
Potentilla nepalensis puede alcanzar una altura de 30-60 centímetros. Esta planta forma montículos bajos profundos de hojas de  verdes compuestas de foliolos anchos. Las flores de 5 pétalos en forma de copa pueden ser de color rojo cereza o de color rosa oscuro, con un centro más oscuro, de unos 2,5 cm de ancho. Florecen julio a agosto.

## Taxonomía
Potentilla nepalensis fue descrita por William Jackson Hooker y publicado en Exotic Flora 2(7):, t. 88. 1824.
Etimología
Potentilla: nombre genérico que deriva del latín postclásico potentilla, -ae de potens, -entis, potente, poderoso, que tiene poder; latín -illa, -illae, sufijo de diminutivo–. Alude a las poderosas presuntas propiedades tónicas y astringentes de esta planta.
nepalensis: epíteto geográfico que alude a su localización en Nepal.
Sinonimia
- Potentilla guilelmiwaldemarii Klotzsch
- Potentilla gulielmiwaldemarii B.D.Jacks.[3]